# Erico XIV de Suecia
Erico XIV de Suecia (Estocolmo, 13 de diciembre de 1533-Tierp, 26 de febrero de 1577) fue rey de Suecia de 1560 a 1568. Era hijo del rey Gustavo I de Suecia y de su primera esposa, Catalina de Sajonia-Lauenburgo. Se casó en julio de 1567 con Karin Månsdotter.
La mayor parte de su gobierno se desarrolló durante la guerra nórdica de los Siete Años, cuando trató de expandir los dominios suecos en el Mar Báltico. Víctima de la locura, realizó persecuciones contra sospechosos de instigar en su contra, lo que levantó descontento entre la nobleza. Fue derrocado por sus medios hermanos.

## Biografía
Erico XIV nació en el castillo de Estocolmo el 13 de diciembre de 1533. Su madre, Catalina de Sajonia-Lauenburgo, falleció cuando Erico contaba apenas con dos años de edad. Antes de cumplir los tres años, su padre Gustavo I de Suecia se casó con Margarita Eriksdotter.
Como primogénito del rey Gustavo I, Erico accedió al trono en 1560 y fue coronado el 29 de junio de 1561.
En 1561, Erico tomó bajo su protección la ciudad de Reval (actual Tallin) y a partir de ahí comenzaría la conquista de Estonia. Debido a su campaña en esa región, el rey tuvo que enfrentarse a los intereses de Polonia y Rusia, así como a los de su hermano, Juan, duque de Finlandia, que trataba de extender sus dominios. Juan se rebeló contra su hermano y se alió con Polonia. Erico aplastó la rebelión de Juan y acusó a su hermano de alta traición, razón por la que este fue juzgado por el parlamento y condenado a pena de muerte. El 12 de agosto de 1563, Juan fue indultado con respecto a la pena capital, y Erico se conformó con encarcelarlo.
Paralelamente, Erico entró en guerra contra Dinamarca y Lübeck, que veían en la política estonia de Erico una amenaza a sus intereses en el Mar Báltico. Este conflicto bélico se conoce como guerra nórdica de los Siete Años. Por otra parte, Dinamarca pretendía restablecer la Unión de Kalmar. La guerra fue favorable a los suecos en el mar, pero desafortunada en tierra, pues varios pueblos fueron asolados por el enemigo.
La nobleza vio con malos ojos el encarcelamiento de Juan. Erico, instigado por su consejero Jöran Persson, creía que entre la nobleza se incubaba una rebelión en su contra, y decidió crear una Suprema Corte de Justicia, llamada el Comité del Rey (Konungens nämnd) en el año 1561. Este tribunal tenía como objetivo inicial velar por el cumplimiento de las leyes, pero poco después degeneró en un medio persecutorio contra los posibles enemigos del rey. En su desconfianza, Erico mandó arrestar a Nils Sture, a quien consideraba como un noble peligroso. La Corte encontró a Sture culpable de alta traición y ordenó su ejecución, pero fue indultado y únicamente fue sometido a una humillación pública en las calles de Estocolmo. Dos días después, el rey se reconcilió con Sture e incluso le encomendó una embajada a Lorena, que tenía como propósito pedir la mano de la princesa Renata de Lorena. Renata era nieta del rey Cristián II de Dinamarca, y con el matrimonio, Erico pretendía tener derechos a ocupar el trono de ese país.
Preocupado el rey por el trato que había dado a Nils Sture, su desconfianza se convirtió en paranoia. Creía que la familia de Sture y la nobleza en su conjunto en venganza se levantarían contra su gobierno. Se encargó de reunir pruebas de una conspiración en su contra. Una vez que detectó a los posibles sospechosos, los mandó arrestar y encarcelarlos en Upsala. Entre los detenidos se encontraba el padre de Nils, el conde Svante Sture, un noble que siempre se había mantenido fiel a la familia Vasa, y el hijo de este, Erico Sture. El 21 de mayo de 1567 regresó Nils Sture, procedente de Lorena, y también fue encarcelado. Al día siguiente, el rey envió una carta de reconciliación a Svante Sture donde pedía perdón, pero cambió de opinión y mandó asesinar a los prisioneros. Ante el Consejo, Erico alegó que los encarcelados eran traidores al reino y su muerte estaba justificada.
La demencia se hizo patente en el rey después del asesinato de los Sture. Pidió a los obispos que oraran para que no le llegase el castigo divino, y mandó encarcelar a su consejero, Jöran Persson, a quien acusaba de ser el culpable de los asesinatos. Jöran Persson fue condenado a muerte, pero su castigo no se llevó a cabo.
En julio de 1567, Erico se casó con Karin Månsdotter, quien había sido su concubina durante los dos años anteriores.
En octubre de ese mismo año, fue liberado el duque Juan en circunstancias no muy claras. El hermano del rey se volvió a adherir a la oposición y, en alianza con una parte de la nobleza y con su hermano menor, el duque Carlos de Södermanland, inició una rebelión en el país, en julio de 1568. A mediados de septiembre de 1568, los rebeldes entraron en Estocolmo, y el rey Erico fue encarcelado. En enero de 1569, Juan fue nombrado nuevo rey por el parlamento.
Tras su derrocamiento, Erico comenzó un peregrinar en diversas prisiones (seis en total), durante nueve años. El cambio de prisión se debía a las conspiraciones que hubo entre algunos sectores de la población que intentaban restablecer a Erico en el trono. Estas conspiraciones inquietaron a Juan. El 26 de febrero de 1577 falleció Erico en el castillo de Örbyhus. La tradición relata que fue envenenado por uno de los guardias que lo cuidaban, probablemente por mandato expreso del rey Juan.
| Predecesor: Gustavo I | Rey de Suecia 29 de septiembre de 1560-25 de septiembre de 1568 | Sucesor: Juan III |